# Інсбруцький трамвай
Інсбруцький трамвай (нім. Straßenbahn Innsbruck) — трамвайна система в Інсбруку, столиці і найбільшому місті австрійської землі Тіроль.

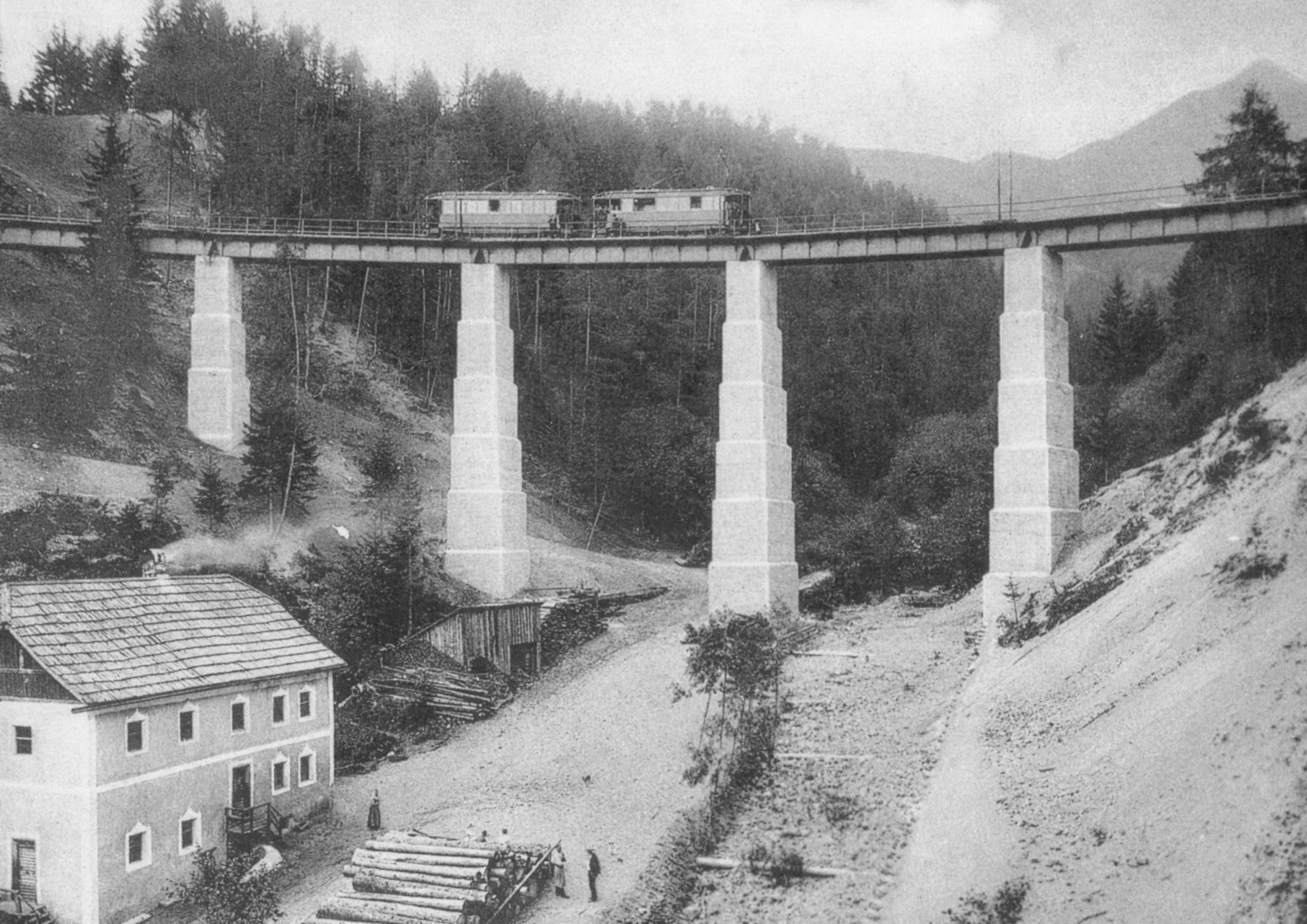
Трамваї на віадуці

Трамвайна система має ширину колії 1000 мм, довжина 19,5 км, експлуатують три лінії.
Концесія на будівництво трамвайної лінії була видана в 1889 році. Лінія була відкрита 1 липня 1891 року. Ця одноколійна трамвайна лінія довжиною 12,1 км обслуговувалася паровими трамваями. Кожен склад включав в себе невеликий танк-паровоз і три вагончика. Лінія пов'язувала вокзал Bergiselbahnhof з Інсбруком.

## Поточний стан і плани розвитку
На всіх лініях трамвая в Інсбруку діє єдиний тариф: 1,8 євро повний і 1,20 євро пільговий (для дітей, молоді, пенсіонерів).
Планується замінити автобусну лінію на трамвайну. У 2008 році для запланованої нової лінії були замовлені десять нових низькопідлогових вагонів фірми Бомбардьє. До робіт з будівництва нової трамвайної лінії приступили на початку 2010 року.